# Bocas de Ceniza
Bocas de Ceniza (en espagnol pour : Bouches de cendre) est le point d'embouchure du fleuve Magdalena dans la mer des Caraïbes, en Colombie. Il doit son nom à la couleur sombre des eaux de l'océan là où il reçoit le cours d'eau. À l'heure actuelle, celui-ci se jette dans la mer par un canal artificiel construit dans les années 1930.

## Histoire
Bocas de Ceniza a été découvert par Rodrigo de Bastidas le 1er avril 1501, en découvrant le passage du río Magdalena. En 1824, la navigation fluviale via des bateaux à vapeur a commencé, suscitant l'intérêt local pour l'utilisation de Bocas de Ceniza. La construction du chemin de fer entre Barranquilla et Puerto Colombia en 1872 et le transfert de la douane nationale à Barranquilla ont accru le désir de permettre au secteur de Bocas de Ceniza de faire du commerce maritime international.

La construction de la jetée de Puerto Colombia en 1893 a contribué à l'abandon définitif de la route de Bocas de Ceniza, mais en 1906, la campagne en faveur de son ouverture a repris. Les effets de cet effort de Barranquilla ont abouti au contrat signé par le gouvernement national en 1914 avec la maison Julius Berger Konsortium pour le développement du projet d'ouverture et de canalisation de Bocas de Ceniza et la construction d'un terminal portuaire. Cependant, le résultat de la Première Guerre mondiale et ses conséquences économiques ont empêché son exécution.

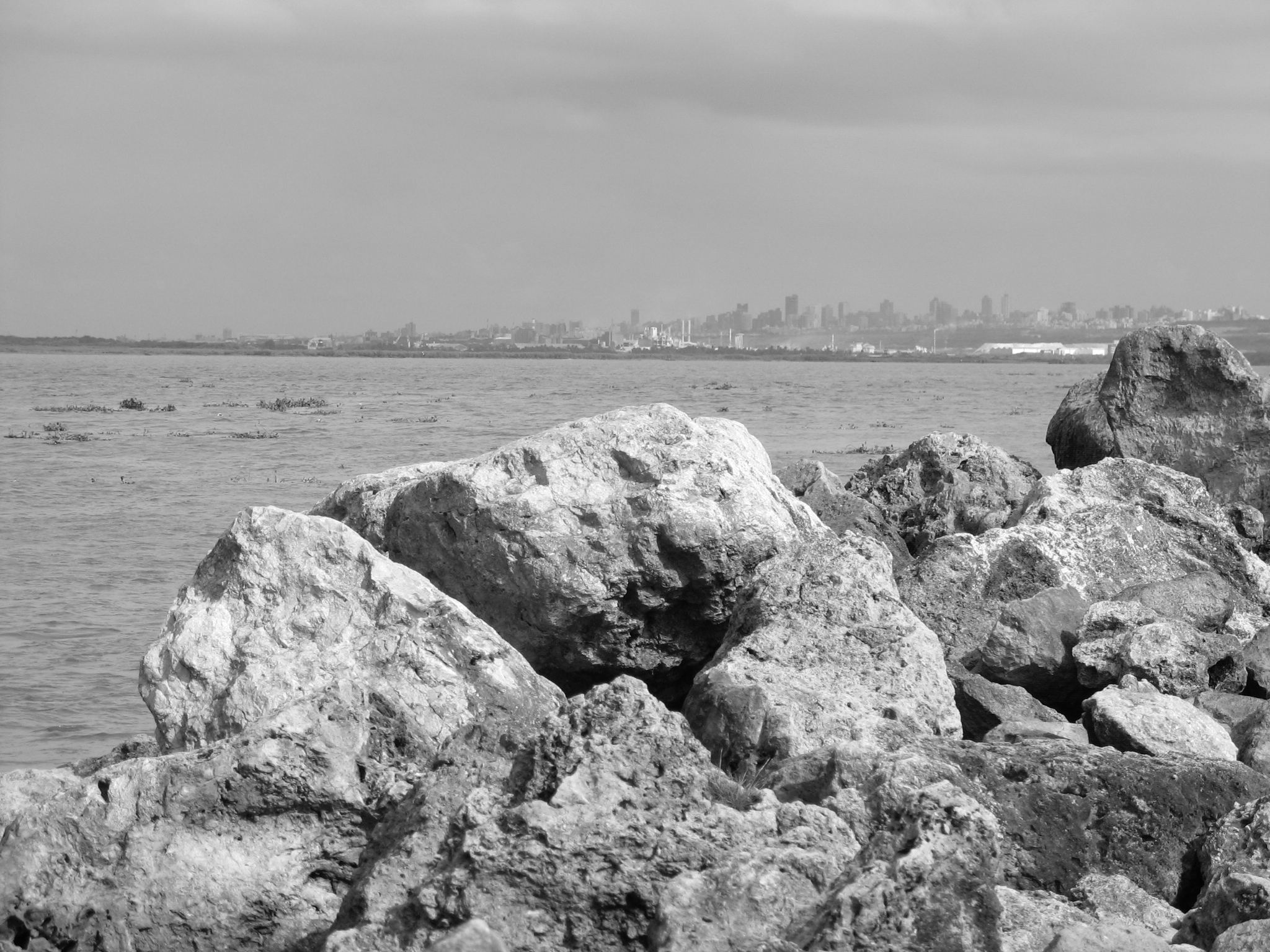
Barranquilla Depuis el Tajamar occidental.

En 1919, la Compagnie Colombienne de Bouches de Ceniza a conclu un contrat avec le Gouvernement National pour l'exécution des œuvres. Son conseil d'administration était composé de Tomás Suri Salcedo (es), José Fuenmayor Reyes, Manuel Julián Alzamora, Víctor Dugand et Clodomiro Salles, membres du Comité directeur de la nouvelle Chambre de commerce de Barranquilla. Ernesto Cortissoz (es) , Gregorio Obregón, Juillet Et. Gerlein, Alberto Osorio, Andrés Rodríguez, Germán Palais, Pelegrino Puccini et Alberto Roncallo, faisaient également partie du Conseil.
La crise de 1929 paralyse à nouveau le projet, mais à l'initiative des frères Roberto et Karl Parrish, le gouvernement national signe un contrat avec Winston Brothers pour l'achèvement des travaux, officiellement inauguré par le président Alfonso López Pumarejo en 1936. En décembre, l'ouverture du canal navigable est officialisée et les installations du terminal maritime et fluvial sont inaugurées. López Pumarejo a abordé à Puerto Colombia sur le destroyer Antioquia de la marine colombienne à 2 h 40 de l'après-midi, accompagné du Désigné à la présidence Alberto Pumarejo Vengoechea (es), un chef de Barranquilla qui est intervenu activement pour faire du projet une réalité, par les ministres Plinio Mendoza Neira (es) et César García Álvarez, le gouverneur Rafael Blanco de la Rosa et le maire de Barranquilla, Arturo Ponce Rojas. Le destroyer Antioquia était escorté par le navire-école Ciudad de Cúcuta et les navires américains Omaha et Manley. Le président López a traversé le Bocas de Ceniza et est arrivé au terminal au milieu d'un escadron d'avions militaires. Dans son discours, López a souligné que « Barranquilla est, désormais, un port maritime ». Cependant, ce n'est qu'en 1939 que les installations du terminal et le réseau de feux et de signaux dans le chenal navigable ont été achevés.

## Le projet

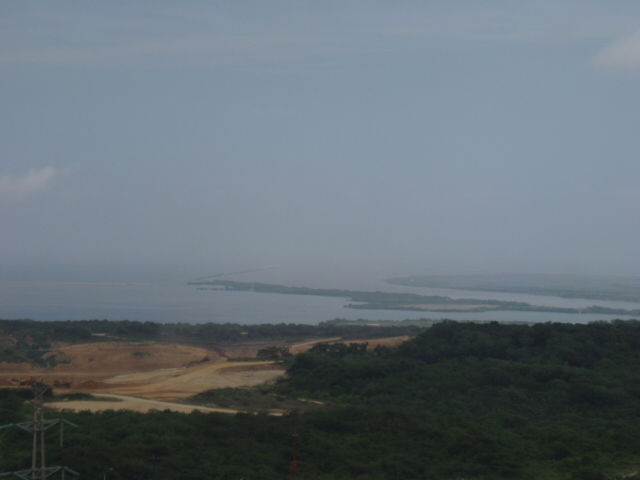
Bocas de Ceniza vu depuis la lejanía.

Les travaux, toute une prouesse de l’ingénierie hydraulique, ont consisté à bâtir deux avant-becs de roche, un sur chaque rive du fleuve, de façon à les prolonger, tout en réduisant son embouchure. De cette façon se remporte l'effet hydraulique d'accélérer la vitesse du courant, laquelle propulse violemment la barre (banc de sable et sédiments que se forme dans l'embouchure d'un fleuve) vers la mer, débouche l'embouchure et en permettant ainsi l'entrée des bateaux par le fleuve jusqu'à la ville proprement dite et autres populations riveraines.
Malgré la construction des avant-becs, l'embouchure du fleuve doit être draguée périodiquement pour éliminer la sédimentation qui se forme encore et qui empêche l’accueil des navires de gros tonnage au port. Le dragage est devenu un casse-tête pour les dirigeants locaux, car il dépend directement de l'investissement du gouvernement national. De plus, une grande partie des revenus de la ville provient de son activité portuaire. L'absence de politique sérieuse de la part des gouvernements nationaux successifs et leur indifférence à la demande locale pour la réparation et l'entretien des brise-lames détériorés rend l'avenir portuaire de la ville incertain.

## Controverse
Certains affirment que la pire chose qui puisse arriver à Barranquilla a été la construction du canal de Bocas de Ceniza, en raison du problème de sédimentation auquel il sera toujours confronté, contrairement à si l’avait été laissé Puerto Colombia comme port alternatif, à l'instar de São Paulo et Santos au Brésil, puisque sa baie est un port naturel qui nécessite peu d'entretien. Avec l'interdiction, en 1943, de toute activité portuaire à travers Puerto Colombia, la population florissante de l'Atlantique, qui a vu le progrès et tant d'immigrants de nombreuses régions du monde, a été condamnée à l'ostracisme, à la ruine et à l'oubli. Une autre conséquence négative de la construction des eaux usées a été la détérioration de l'environnement, car en plus de la saleté jetée dans l'océan, la sédimentation transportée par la mer vers les plages voisines les a complètement ruinées.

## Bocas de Ceniza aujourd'hui
Vers le milieu des années 1990, une digue directionnelle a été construite dans la digue pour améliorer la navigabilité du canal, et la construction, sur la rive ouest, d'un port en eau profonde, appelé par ses promoteurs "Superport", est en cours de planification. Le travail que continue de réaliser par divers hommes d'affaires de Barranquilla a conduit à la création en 1959 de la société d'État Puertos de Colombia et dans les années 1990 à la création de la Barranquilla Regional Port Society.